# Судик
Судик (на македонска литературна норма: Судик) е село в община Щип, Северна Македония.

## География
Судик е разположено на 15 километра северозападно от общинския център град Щип в южното подножие на планината Манговица.

## История
В XIX век Судик е малко българско село в Щипска кааза на Османската империя.
Църквата „Света Петка“ е от XIX век. Обновена е в 1956 година. Иконите и дял от живописта са от XIX и XX век от Костадин Иванов Вангелов, зограф от Щип.
Според статистиката на Васил Кънчов („Македония. Етнография и статистика“) от 1900 година селото има 192 жители, всички българи християни.
По данни на секретаря на Българската екзархия Димитър Мишев („La Macédoine et sa Population Chrétienne“) в 1905 година в Судик (Soudik) има 256 българи екзархисти.
Селото пострадва по време на обезоръжителната комисия през октомври 1910 година. Арестувани са 31 души, обвинени в убийството на 6 турци.
При избухването на Балканската война в 1912 година 5 души от Судик са доброволци в Македоно-одринското опълчение. След Междусъюзническата война в 1913 година селото остава в Сърбия.
На етническата си карта от 1927 година Леонард Шулце Йена показва Судик (Sudik) като българско християнско село.
На 22 май 1922 година при Судик чета на ВМРО устройва засада на сръбска част и убива 1 капитан и 11 стражари. Заради нападението властите осъждат невинния селянин Диме Митрев.
Според преброяването от 2002 година селото има 10 жители.
| Националност     | Всичко |
| северномакедонци | 10     |
| албанци          | 0      |
| турци            | 0      |
| цигани           | 0      |
| власи            | 0      |
| сърби            | 0      |
| бошняци          | 0      |
| други            | 0      |

В 2014 година формата на името на селото на македонска книжовна норма е сменена от Судиќ на Судик.

## Личности
Родени в Судик
- Доне Саздов, български революционер, деец на ВМОРО, обесен[10]
- Захарие Мите, българин, православен, арестуван на 3 май 1903 година, обвинен в „присъединяване към въоръжените чети, форминари като вътрешна тайна организация на бунтовниците“, осъден на 3 години каторга, лежал в Скопския затвор, амнистиран с общата амнистия от 12 април 1904 година[11]
- Мито (Мите) Судиклиев (Судиклия), български революционер, деец на ВМОРО,[12] загинал преди 1918 г.[13]
- Мише (Мите) Зафиров, български революционер, деец на ВМОРО, четник в четата на Иван Бърльо в март - май 1915 година,[14] четник и по-късно през същата година[15]
- Павле Лазов, български революционер, деец на ВМОРО, четник в четата на Иван Бърльо[15] и на Петър Лесев в 1915 година[16]
- Славко Иванов Судички (? – 1923), деец на ВМРО, загинал при нападението на село Кадрифаково от четата на Иван Бърльо на 16 януари 1923 година[17]
- Стоиян Зафир, българин, православен, арестуван на 3 май 1903 година, обвинен в „присъединяване към въоръжените чети, форминари като вътрешна тайна организация на бунтовниците“, осъден на 3 години каторга, лежал в Скопския затвор, амнистиран с общата амнистия от 12 април 1904 година[11]